# Látkové množství
Látkové množství je fyzikální veličina vyjadřující počet entit (elementárních jedinců), kterými jsou zpravidla částice nějaké látky (atomy, ionty, molekuly), fotony záření, ale mohou jimi být např. i chemické vazby daného druhu, proběhlé chemické reakce jednotlivých částic (tzv. reakční obraty) v látce a jiné obecnější entity. Entity, jejichž počet látkové množství vyjadřuje, musí být specifikovány.

## Značení a jednotky
- Značka: {\displaystyle n\,}
- Základní jednotka: mol
- Definice: Mol, značka „mol“, je jednotka látkového množství v SI. Je definována fixací číselné hodnoty Avogadrovy konstanty, aby byla rovna 6,022 140 76×1023 (přesně), je-li vyjádřena jednotkou mol−1.
- Násobky a díly: kilomol, 1 kmol = 1 000 mol; milimol, 1 mmol = 0,001 mol

## Výpočet
Látkové množství je podle definice určeno vztahem
{\displaystyle n={\frac {N}{N_{A}}}},
kde {\displaystyle n} je látkové množství, {\displaystyle N} je počet částic v látce a {\displaystyle N_{A}} je Avogadrova konstanta.

V případě pevných látek a kapalin lze využít vztah
{\displaystyle n={\frac {m}{M}}},
kde {\displaystyle m} je celková  hmotnost částic a {\displaystyle M} molární hmotnost těchto částic.

Pro plynné látky je obvykle vhodnější vztah
{\displaystyle n={\frac {V}{V_{m}}}},
kde {\displaystyle V} je objem plynu a {\displaystyle V_{m}} molární objem tohoto plynu,

Pro roztoky se používá vztah
{\displaystyle n={c_{A}V}},
kde {\displaystyle c_{A}} je látková koncentrace částic v roztoku a {\displaystyle V} celkový objem tohoto roztoku.
Molární hmotnost je hmotnost soustavy, která obsahuje právě 6,022 140 76×1023 (Avogadrovo číslo) částic (např. atomů, molekul, iontů). Například molární hmotnost nuklidu uhlíku  12
6 C je M = 11,9999999958(36) g/mol (číslice v závorce udává směrodatnou odchylku posledních dvou platných číslic). Podobně molární objem plynu je objem plynu, který obsahuje právě 6,022 140 76×1023 molekul. Molární objem ideálního plynu je 0,022 710 954 64… m3mol−1 (přesně) při teplotě 273,15 K a tlaku 100 kPa. Molární koncentrace je počet molů látky v jednotce objemu roztoku.